# أناتولي كوزنيتسوف
أناتولي كوزنيتسوف (بالإنجليزية: Anatoly Borisovich Kuznetsov)‏ (و. 1930 – 2014 م) هو ممثل، من الاتحاد السوفيتي، ولد في موسكو، توفي في موسكو، عن عمر يناهز 84 عاماً.

## التعليم
تعلم في كلية الفنون المسرحية في موسكو ‏.

## جوائز
حصل على جوائز منها:
- نيشان الشرف
- نيشان الاستحقاق الوطني في روسيا من الدرجة الرابعة
- وسام الصداقة.

## وصلات خارجية
- أناتولي كوزنيتسوف على موقع IMDb (الإنجليزية)
- أناتولي كوزنيتسوف على موقع ديسكوغز (الإنجليزية)
- أناتولي كوزنيتسوف على موقع قاعدة بيانات الفيلم (الإنجليزية)
- أناتولي كوزنيتسوف على موقع كينوبويسك (الروسية)